# Brenne und sei dankbar
brenne und sei dankbar ist der Titel einer Wanderausstellung der Schauspielerin Gesche Piening, die sie zusammen mit Ralph Drechsel (* 1967) entwickelt und realisiert hat. Die Ausstellung beleuchtet Einzelaspekte der kulturpolitischen und finanziellen Grundsituation sowie der Arbeits- und Lebensbedingungen von Freien Tanz- und Theaterschaffenden in Deutschland. Sie ist Teil des Kunstprojektes TESTSET und untersucht in unterschiedlichen Formaten das Prinzip Theater.
Die Ausstellung wurde im Sommer 2012 in der Akademie der Künste, Berlin, eröffnet und tourte bis 2013 als Wanderausstellung durch Deutschland.

## Hintergrund
Um die derzeitige wirtschaftliche, soziale und arbeitsrechtliche Lage in der Freien Tanz- und Theaterszene in Deutschland in seiner Komplexität zu dokumentieren, hat der Fonds Darstellende Künste in Zusammenarbeit mit dem Bundesverband Freier Theater und den Landesverbänden Freier Theater sowie mit zahlreichen weiteren Partnern 2008–2010 den „Report Darstellende Künste“ erarbeitet und Ende 2010 publiziert. Dessen Ergebnisse sind Ausgangspunkt und Grundlage für die Ausstellung.

## Titelbrenne und sei dankbar
Die Ergebnisse des Reports Darstellende Künste legen nahe, dass die Arbeits- und Lebensbedingungen in der Freien Theater- und Tanzszene in Deutschland äußerst prekär sind. Dass dennoch eine große Zahl an freien Tanz- und Theaterproduktionen und Produktionsstätten existiert und erhalten wird, zeugt nach Ansicht der Ausstellungsmacher von großer Begeisterungsfähigkeit und Überzeugung der Akteure sowie von einem gewissen Hang zu einem protestantischen Arbeitsethos und künstlerischer Selbstdisziplin (Gesche Piening). Diese Ambivalenz schlägt sich im Titel brenne und sei dankbar nieder.

## Ausstellungsorte
- Akademie der Künste, Berlin
- 7. Theaterfestival 150% made in Hamburg
- LOFFT – Das Theater; Dance 2012
- 13. Internationales Festival für zeitgenössischen Tanz der Landeshauptstadt München
- Schwankhalle Bremen
- Südbahnhof Krefeld;
- Tafelhalle Nürnberg
- Kampnagel K3 – Zentrum für Choreographie | Tanzplan Hamburg

## Organisation
Organisiert wird die Wanderausstellung durch die Künstlergruppe TESTSET. Die Ausstellung wurde gefördert durch das Kulturreferat der Landeshauptstadt München, den ver.di-Bundesvorstand – Fachgruppe Theater und Bühnen und den Fonds Darstellende Künste und unterstützt durch die Akademie der Künste, Berlin und den Bundesverband Freier Theater (BuFT).

## Presseberichte
- Christiane Wechselberger im „Münchner Feuilleton“, abgerufen am 19. Dezember 2012
- Vom Wert der darstellenden Kunst – „Brenne und sei dankbar“, Markus Wagner in „Haidhauser Nachrichten“ im November 2012, abgerufen am 19. Dezember 2012 (PDF; 536 kB)
- Kilian Senft im „Münchner Wochenanzeiger“, abgerufen am 19. Dezember 2012
- Natalie Fingerhut im „Hamburger Feuilleton“, abgerufen am 19. Dezember 2012
- Volkmar Draeger in „Neues Deutschland“, abgerufen am 19. Dezember 2012
- Anna Pataczek in „Der Tagesspiegel“, abgerufen am 19. Dezember 2012
- Susanne Messmer in der „taz“, abgerufen am 19. Dezember 2012
- Henrik Adler im Blog „lustaufkultur.de“ – „Freie Volksbühne Berlin“, abgerufen am 19. Dezember 2012
- Presseschau bei „nachtkritik.de“, abgerufen am 19. Dezember 2012
- Birgit Walter in der „Berliner Zeitung“ und „Frankfurter Rundschau“, abgerufen am 19. Dezember 2012